# Ilhas Salomão nos Jogos Olímpicos de Verão de 2012
Ilhas Salomão enviou uma equipe de quatro atletas para competir nos Jogos Olímpicos de Verão de 2012, em Londres, na Grã-Bretanha.

## Desempeho

### Atletismo
Masculino
| Atleta       | Evento | Preliminar | Preliminar | Quartas de final | Quartas de final | Semifinal   | Semifinal   | Final       | Final       |
| Atleta       | Evento | Marca      | Posição    | Marca            | Posição          | Marca       | Posição     | Marca       | Posição     |
| ------------ | ------ | ---------- | ---------- | ---------------- | ---------------- | ----------- | ----------- | ----------- | ----------- |
| Chris Walasi | 100 m  | 11s42      | 6º/bat. 3  | Não avançou      | Não avançou      | Não avançou | Não avançou | Não avançou | Não avançou |

Feminino
| Atleta         | Evento | Preliminar | Preliminar | Semifinal   | Semifinal   | Final       | Final       |
| Atleta         | Evento | Marca      | Posição    | Marca       | Posição     | Marca       | Posição     |
| -------------- | ------ | ---------- | ---------- | ----------- | ----------- | ----------- | ----------- |
| Pauline Kwalea | 100 m  | 12.90      | 21         | Não avançou | Não avançou | Não avançou | Não avançou |

### Judo
Masculino
| Atleta    | Evento | Primeira fase            | Oitavas                | Quartas                | Semifinal              | Repescagem             | Repescagem             | Repescagem             | Final                  |
| Atleta    | Evento | Primeira fase            | Oitavas                | Quartas                | Semifinal              | 1ª fase                | Quartas                | Semifinal              | Final                  |
| Atleta    | Evento | Adversário e resultado   | Adversário e resultado | Adversário e resultado | Adversário e resultado | Adversário e resultado | Adversário e resultado | Adversário e resultado | Adversário e resultado |
| --------- | ------ | ------------------------ | ---------------------- | ---------------------- | ---------------------- | ---------------------- | ---------------------- | ---------------------- | ---------------------- |
| Tony Lomo | -60 kg | MOZ Sigauque W 0100–0010 | FRA Milous L 0001–0020 | Não avançou            | Não avançou            | Não avançou            | Não avançou            | Não avançou            | Não avançou            |

### Halterofilismo
Feminino
| Atleta          | Evento | Arranque (kg) | Arranque (kg) | Arremesso (kg) | Arremesso (kg) | Total (kg) | Total (kg) |
| Atleta          | Evento | Marca         | Posição       | Marca          | Posição        | Marca      | Posição    |
| --------------- | ------ | ------------- | ------------- | -------------- | -------------- | ---------- | ---------- |
| Jenly Tegu Wini | -58kg  | 65,0          | 19            | 95,0           | 17             | 160,0      | 17º        |

Legenda
| Recorde mundial      | Recorde mundial (World record)               |                       | Recorde africano                      | Recorde africano (African) |                                           | Q | Classificado por posição (Qualified) |
| Recorde olímpico     | Recorde olímpico (Olympic record)            | Recorde da América    | Recorde da América (Americas)         | q                          | Classificado por melhor tempo (Qualified) |   |                                      |
| Melhor marca do ano  | Melhor marca do ano (World leading)          | Recorde asiático      | Recorde asiático (Asian)              | DNS                        | Não largou (Did not start)                |   |                                      |
| Recorde nacional     | Recorde nacional (National record)           | Recorde europeu       | Recorde europeu (European)            | DNF                        | Não terminou (Did not finish)             |   |                                      |
| Recorde pessoal      | Recorde pessoal do atleta (Personal best)    | Recorde da Oceania    | Recorde da Oceania (Oceania)          | DSQ / DQ                   | Desclassificado (Disqualified)            |   |                                      |
| Recorde da temporada | Recorde da temporada do atleta (Season best) | Recorde sul-americano | Recorde sul-americano (South America) | NM                         | Sem marca (No mark)                       |   |                                      |